# Nomada luteola
Nomada luteola är en biart som beskrevs av Olivier 1811. Nomada luteola ingår i släktet gökbin, och familjen långtungebin. Inga underarter finns listade i Catalogue of Life.

## Bildgalleri

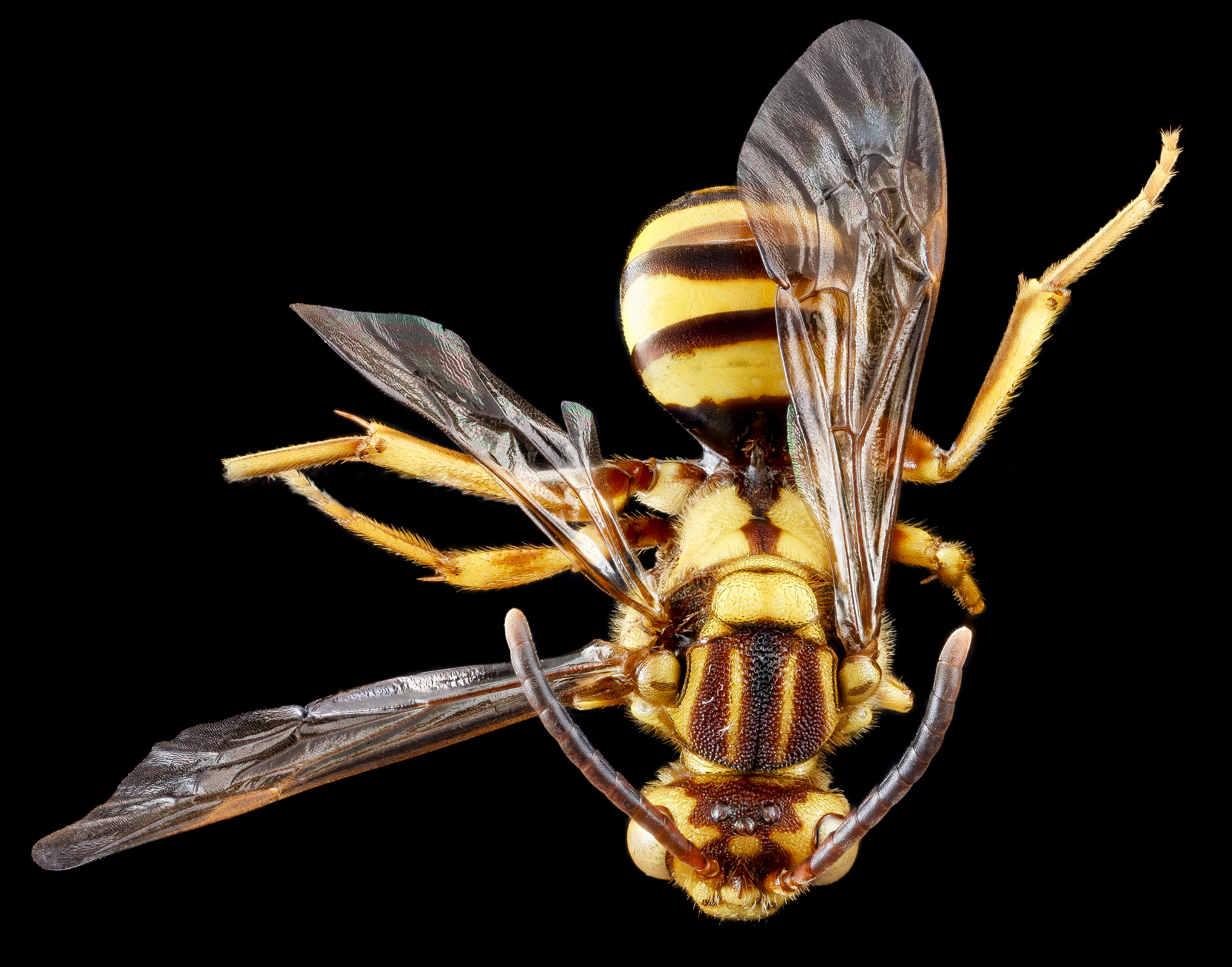
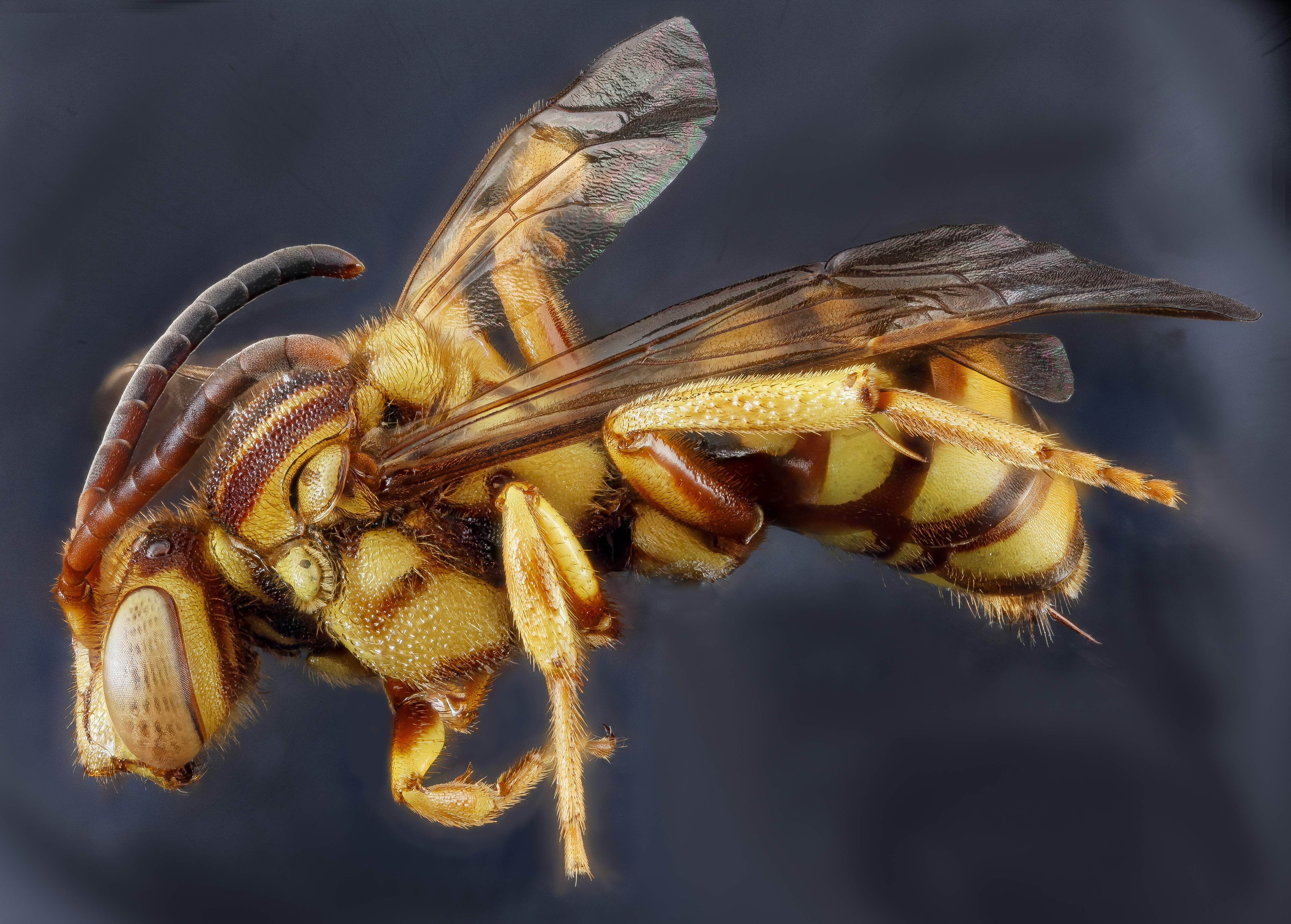